# رئوس مطالب علوم فیزیکی
دانش فیزیک شاخه‌ای از علوم طبیعی است که در مورد سیستم‌های غیر زنده در مقابل علوم زیستی است و سیستم‌های غیر زنده را مطالعه می‌کند. این علوم شامل فیزیک، شیمی، اخترشناسی و زمین‌شناسی می‌باشد.

## تعریف
علم فیزیکی را می‌توان اینگونه شرح داد:
- شاخه ای از علوم پایه (یک شرکت سیستماتیک که دانش را به شکل توضیحات آزمایشگاهی و پیش‌بینی‌های مربوط به آن ایجاد و سازماندهی می‌کند)
- شاخه‌ای از علوم طبیعی - علوم طبیعی یک شعبه بزرگ از علم است که تلاش می‌کند پدیده‌های طبیعی را توضیح دهد، پایه و اساس آن بر شواهد تجربی است. در علوم طبیعی فرضیه باید از لحاظ علمی تأیید شود تا نظریه علمی در نظر گرفته شود.